# Gymnogryllus capensis
Gymnogryllus capensis är en insektsart som beskrevs av Otte, D., Toms och Cade 1988. Gymnogryllus capensis ingår i släktet Gymnogryllus och familjen syrsor. Inga underarter finns listade i Catalogue of Life.